# 川村隆史
川村 隆史（かわむら たかし、1965年5月30日 - 2020年9月15日）は、大阪府出身のアスレティックトレーナー、プロ野球コーチ。

## 来歴・人物
東大阪市立日新高等学校、大阪体育大学、ダイナミックスポーツ医学研究所を経て、1992年から福岡ダイエーホークスのトレーナー（球団職員）、1996年からはコンディショニングコーチを務めた。
2016年からは肩書がコンディショニングコーチからコンディショニング担当（チームスタッフ扱い）に変わり、29年間にわたってホークス球団に所属した。2019年シーズンオフには2019アジアウインターベースボールリーグに出場したNPB RED（紅）チームのコーチも務めた。
2020年シーズンは三軍を担当していたが、同年9月15日深夜、遠征先の神戸市内に滞在中、くも膜下出血のため急死。55歳没。
明るい人柄で、晩年はファームのコーチ（スタッフ）だったが、かつては一軍を担当していたこともあり、ベテランから若手までホークスの多くの選手が近い存在であった。ダイエー時代からの仲である一軍監督の工藤公康は「年齢的にも近いだけに、彼の元気が僕の元気になっていた」と語る。突然の訃報は当日の一軍の試合前に首脳陣と一部チーム関係者に伝えられていたが、選手たちには試合後に伝えられた。その際には涙する選手も多く、「試合前に伝えられていたら、とてもじゃないが、今日の試合は戦えなかったと思う」という声も挙がるほど慕われた存在だった。
翌日17日の一軍の試合（対日本ハム・札幌ドーム）では、選手はユニフォームの左袖に喪章を着けてプレーした。この試合で1000本安打を達成した中村晃はヒーローインタビューで川村に対する思いを語った。
同月20日からの試合より、1軍ホークスベンチに背番号01のホーム用ユニフォームが掲げられた。同年の日本シリーズでもユニフォームは掲げられ、日本一記念の集合写真撮影でも選手と一緒に撮影された。

## 詳細情報

### 背番号
- 91（1996年 - 2000年）
- 95（2001年 - 2013年）
- 01（2014年 - 2020年）